# 須川晶紀
須川 晶紀（すがわ あき、1月2日 - ）は、日本の女性声優。東京都出身。アクセルワン準所属。

## 略歴
2017年4月1日付でアクセルワンの準所属となる。

## 人物
資格はTOEIC880点、普通自動車免許。
趣味はダンス（ヒップホップ）、映画・舞台鑑賞。特技は英語、ラテアート（バリスタ サティフィケート）。

## 出演

### テレビアニメ
2018年
- しまじろうのわお!（バブ母）

2022年
- プラチナエンド（咲の母）
- ユーレイデコ（友達）
- 名探偵コナン（中年女性）
- 虫かぶり姫（ダウナー夫人）

2023年
- 英雄王、武を極めるため転生す 〜そして、世界最強の見習い騎士♀〜（ミモザ）
- 火狩りの王（2023年 - 2024年、乗員、神族） - 2シリーズ
- ツルネ -つながりの一射-（海斗の母）
- 鴨乃橋ロンの禁断推理（仲居女）
- ポーション頼みで生き延びます!（シェーラ、おばさん）

2024年
- 外科医エリーゼ（乗客女、エミリー・ド・クロレンス、患者）
- 魔女と野獣（ヘルガの母）
- SHY 東京奪還編（近所のおばちゃん）

2024年
- トリリオンゲーム（女中）

### 劇場アニメ
- あんさんぶるスターズ!!-Road to Show!!-（2022年、女性）

### 吹き替え

#### 映画
- アウトロー・キング スコットランドの英雄（マーガレット）※Netflix版
- アド・アストラ
- アポストル 復讐の掟
- 愛しい人から最後の手紙（コルドーザ夫人）
- 意表をつくアホらしい作戦（グウィネス・クレイヴンズ〈リンジー・スコット〉）
- イン・ビトゥイーン（リー）
- ヴァレンタイン ヒーロー誕生（ゾラ〈アリザ・プトゥリ〉）
- ウーマン・イン・ザ・ウィンドウ（ジェーン・ラッセル〈ジェニファー・ジェイソン・リー〉）
- エル・カミーノ・クリスマス（ロウ）
- オーバー・エベレスト 陰謀の氷壁
- オール・マイ・ライフ（ミーナ・ホワイト〈アンジャリ・ビマニ〉）
- オン・ザ・カム・アップ
- ガリー（イルマ）
- ザ・コンヴェント（エリザベス）
- シラノ
- スクール・フォー・グッド・アンド・イービル
- 熱烈（チェン・シュオの母〈リウ・ミンタオ〉[10]）
- フィアー・ストリート Part 1: 1994（サムの母、レポーター）
- フィアー・ストリート Part 3: 1666（サムの母）
- ブラックパンサー/ワカンダ・フォーエバー（ワカンダ女性技師[11]）
- フラッシュバック（エリザベス）
- 野生の呼び声
- ロストガールズ（リポーター）

#### ドラマ
- NCIS: ハワイ（アンドレア・パチェコ）
- LA's FINEST/ロサンゼルス捜査官 シーズン2 （グロリア･ウォーカー〈シャロン・ローレンス〉、テリー･ミッチェル）
- オールウェイズ・ミー
- キャッスルロック
- キャット 〜私のママは首相〜（タン副校長）
- ギャップ・ザ・シリーズ（ウィナー）
- グリッチ シーズン3（アン）
- サウンドトラック（クラブの女）
- ザ・キャプチャー 歪められた真実（女性検察官）
- THE GOOD COP/グッド・コップ（ダナ）
- The Sinner -隠された理由-（アン・ファーマー、ステファニー）
- ザ・ラストシップ ファイナルシーズン（マディ）
- ザ・ルーキー 40歳の新米ポリス!?（スカーレット）
- サンドマン
- See 〜暗闇の世界〜
- 真相 - Truth Be Told（スーザン、リアナ・パーカー）
- スーパースティション: 悪霊退治（客魔女）
- スノーピアサー （ジンジュ・ソン〈スーザン・パーク〉、ペルトン先生、サイクス、ギリース先生）
- セナ(ザザ・ダ・シルバ)
- セリング・サンセット 〜ハリウッド、夢の豪華物件（キャサリン、セピ）
- ダーティ・ジョン -秘密と嘘-（アイリーン）
- Tiger（カレン）
- Titans/タイタンズ（メリッサ、ジリアン）
- 天才少女ドギー・カメアロハ（ゲイル）
- ドゥーム・パトロール（デビー・トレイナー）
- トム・クランシー/ CIA分析官 ジャック・ライアン（レイラ）
- NYガールズ・ダイアリー 大胆不敵な私たち（スーザン 他）
- ハンドレッド（ケイリー、クララ）
- ハンナ 〜殺人兵器になった少女〜（エルザ）
- THE FLASH/フラッシュ（ナオミ、ペネロペ 他）
- フレイザー家の秘密（キャサリン・スタンパー、レベッカ）
- メディカル・ポリス（ヴァレリー）
- ラヴクラフトカントリー 恐怖の旅路
- リーサル・ウェポン （ヘレン、ソフィア 他）
- レジェンド・オブ・トゥモロー（パム・シャープ）

#### テレビ番組
- シェフのテーブル

#### アニメ
- クロース（スベンの母）
- 下の階には澪がいる（通行人、マネージャー）
- チップとポテト（ジリアン、ホエール先生）
- ビクター&バレンティノ（ルーペ）
- ぼくらのスーパーヒーロー・パンツマン（ユー先生、マクチャッパー市長）
- レノンとグルコ 〜ふたりはサイコー!〜（ジョー）

### ボイスオーバー
- NHK BSプレミアム
  - 「2度目の台湾・タイホク編〜ちょっとディープな海外旅行〜」
  - 「2度目のアメリカ選〜ちょっとディープな海外旅行〜
  - 「2度目のクロアチア〜ちょっとディープな海外旅行〜
  - 「2度目のカナダ ちょっとディープな海外旅行!
- 特捜X実録映像コップ

### シリーズ一覧
1. ↑  第1シーズン（2023年）、第2シーズン（2024年）